# سبيدانة
سبيدانة (بالفارسية: سپیدانه) هي قرية تقع في قسم ميزدج عليا الريفي في إيران. يقدر عدد سكانها بـ 168 نسمة بحسب إحصاء 2016.